# Актинідія коломікта
Актинідія маньчжурська, актинідія коломікта (Actinídia kolomíkta) — багаторічна чагарникова ліана; вид роду Актинідія. Культивується як декоративна і плодова рослина. В Україні росте у садах і парках по всій території, зрідка.
Зустрічається на Далекому Сході: в Китаї (Хебей, Хейлунцзян, Цзілінь, Ляонін, Сичуань, Юньнань), Японії (Хоккайдо, Хонсю), Кореї; в Примор'ї, південній частині Хабаровського краю, Приамур'ї, південних і центральних районах Сахаліну, на островах Ітуруп, Кунашир і Шикотан.
Росте в багатьох типах лісу: в кедрово і ялицево-широколистяних, широколистяно-ялинових і ялицево-ялинових лісах, але найсприятливіші умови для її зростання створюються в ялицево-ялинових лісах за участю кедра і широколистяних порід. Тут вона досягає максимальних розмірів і утворює зарості по берегах ключів і на освітлених ділянках.
Є і характерною частиною підліску поряд з жимолостю Маака, ліщиною маньчжурською, жасмином, елеутерококом колючим, аралією маньчжурською — «чортовим деревом», виноградом амурським і лимонником китайським; віддає перевагу добре дренованим перегнійним ґрунтам, де нерідко зустрічається у великій кількості.
Плоди мають високу протицинготну здатність. За вмістом аскорбінової кислоти наближаються до плодів шипшини і перевершують в цьому відношенні апельсин, лимон і чорну смородину. Плоди збирають зрілими і переробляють переважно в свіжому вигляді. Рідше їх підв'ялюють і сушать при температурі 60°С. Плоди багаті аскорбіновою кислотою (до 1430 мг% на сиру речовину); містять також цукри (4,2-9,8 %), дубильні і пектинові речовини, пігменти, мікроелементи, органічні кислоти (0,78-2,48 %). Листя містять до 0,1 % аскорбінової кислоти.

## Галерея

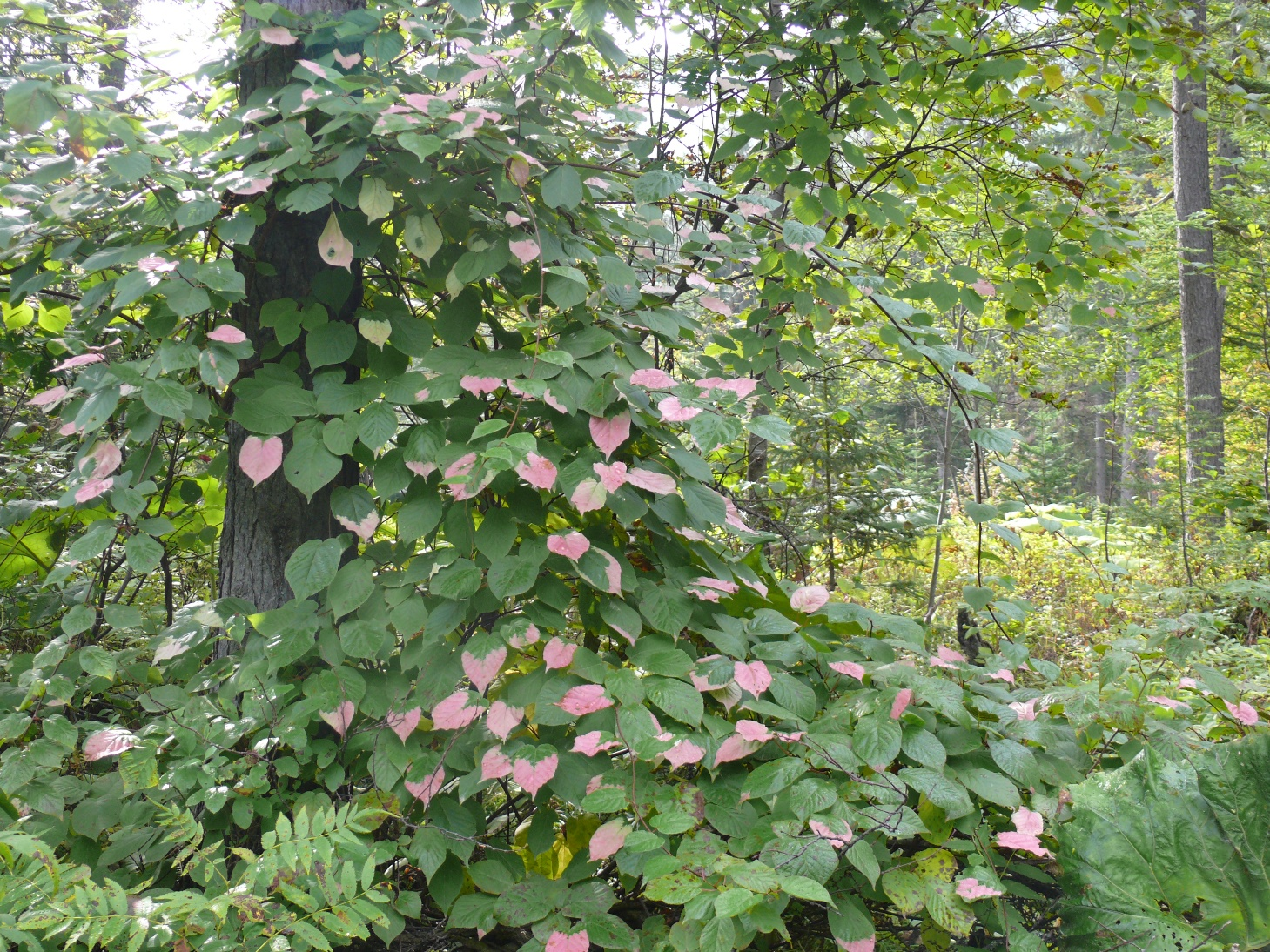
рослина
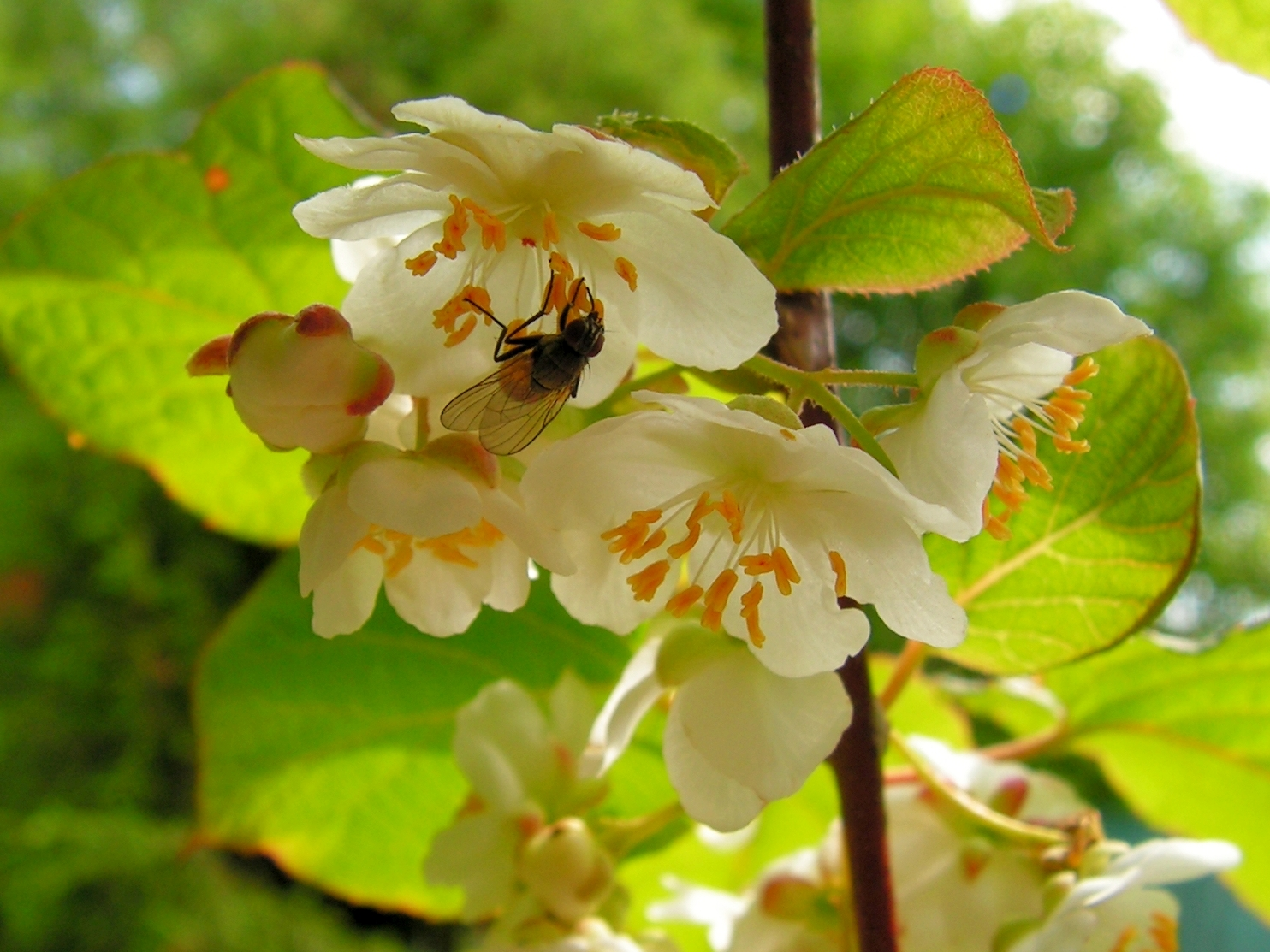
квіти
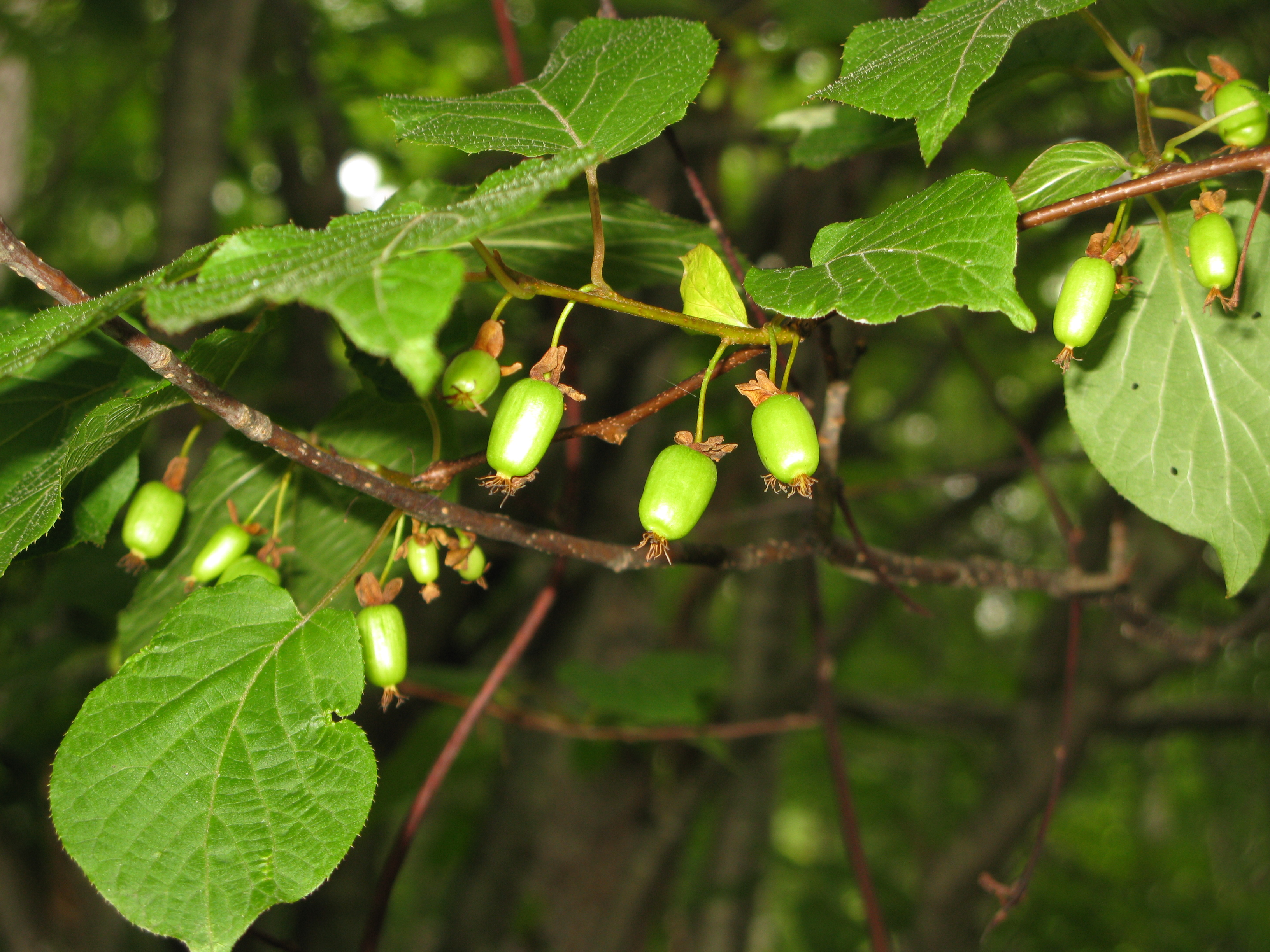
плоди